# Église Saint-Contest de Saint-Contest
L'église Saint-Contest est une église catholique située à Saint-Contest, en France.

## Localisation
L'église est située dans le département français du Calvados, sur le territoire de la commune de Saint-Contest.

## Historique
L'église est dédiée à saint Contest, évêque de Bayeux au VIe siècle.

## Architecture
L'édifice est classé au titre des monuments historiques en 1840.

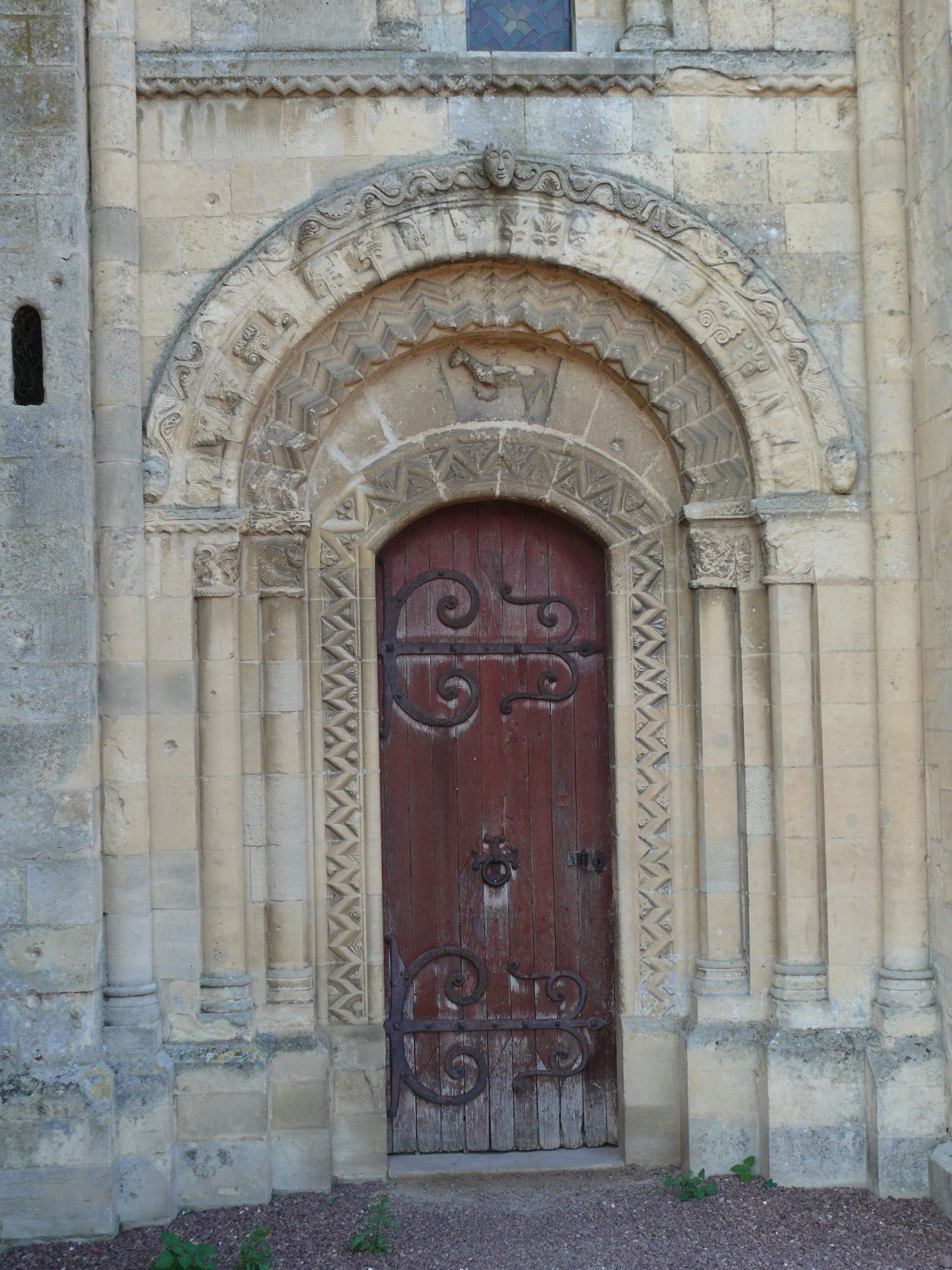
La porte.
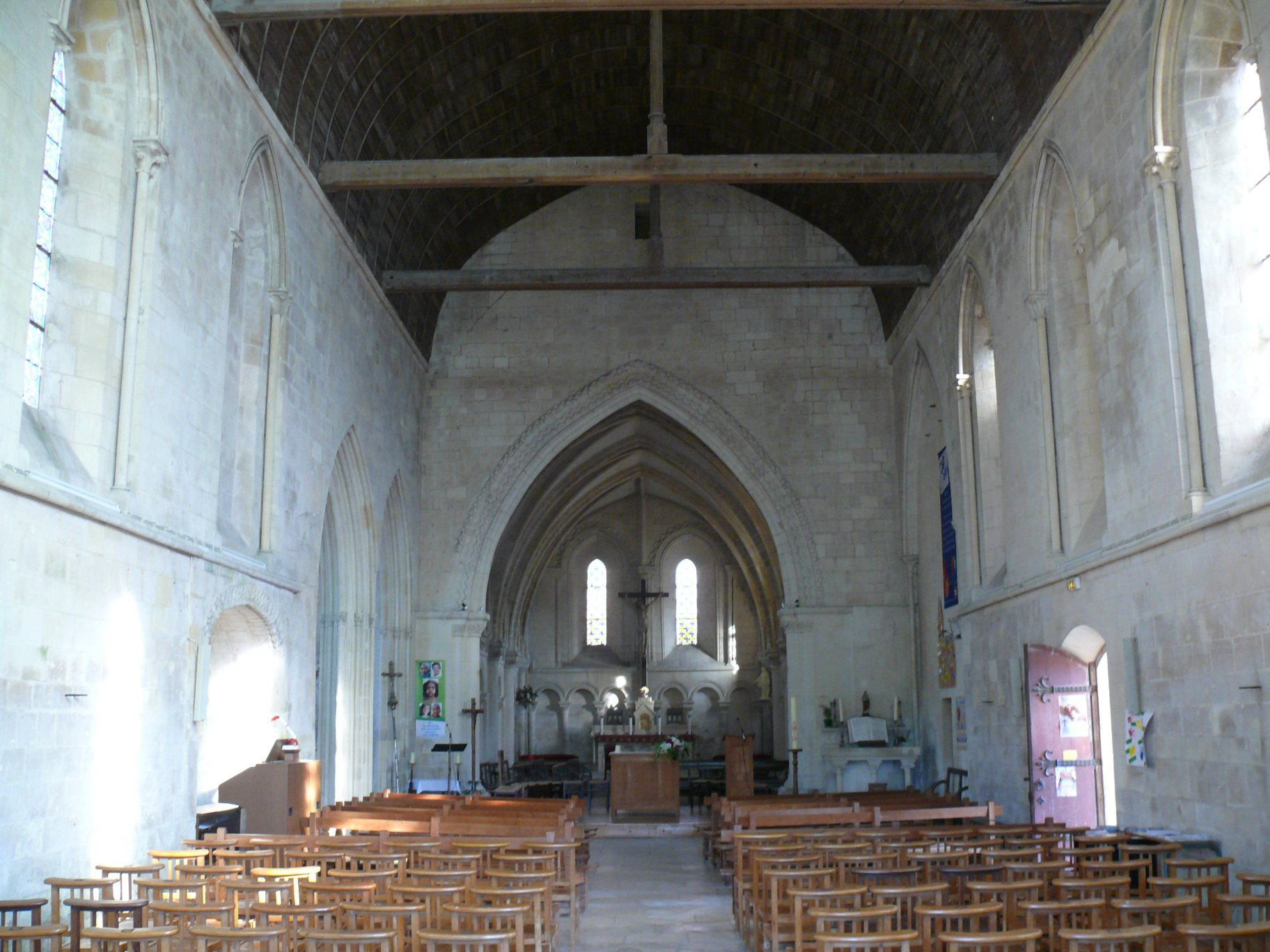
La nef.
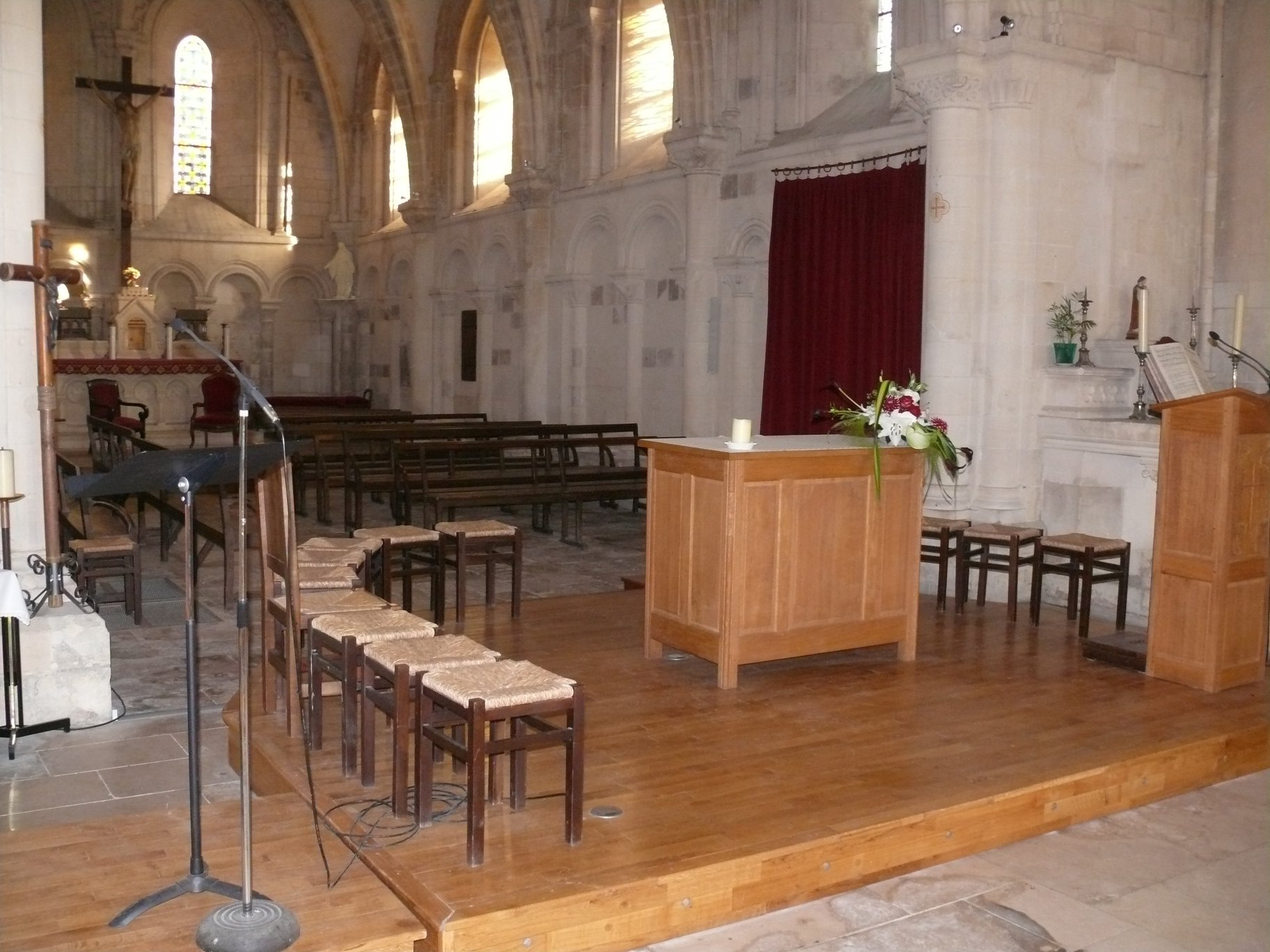
Le chœur.
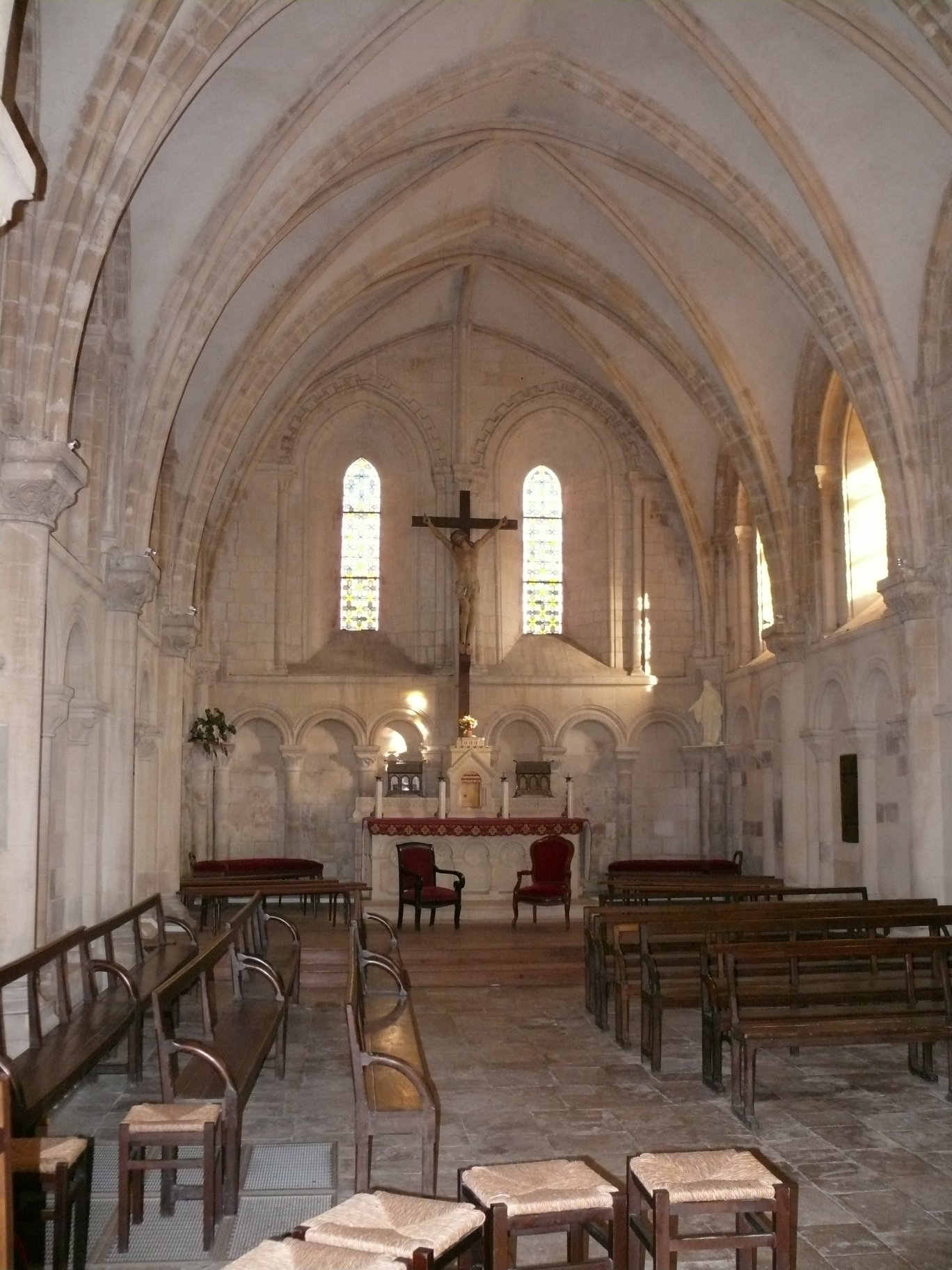
Le chœur.
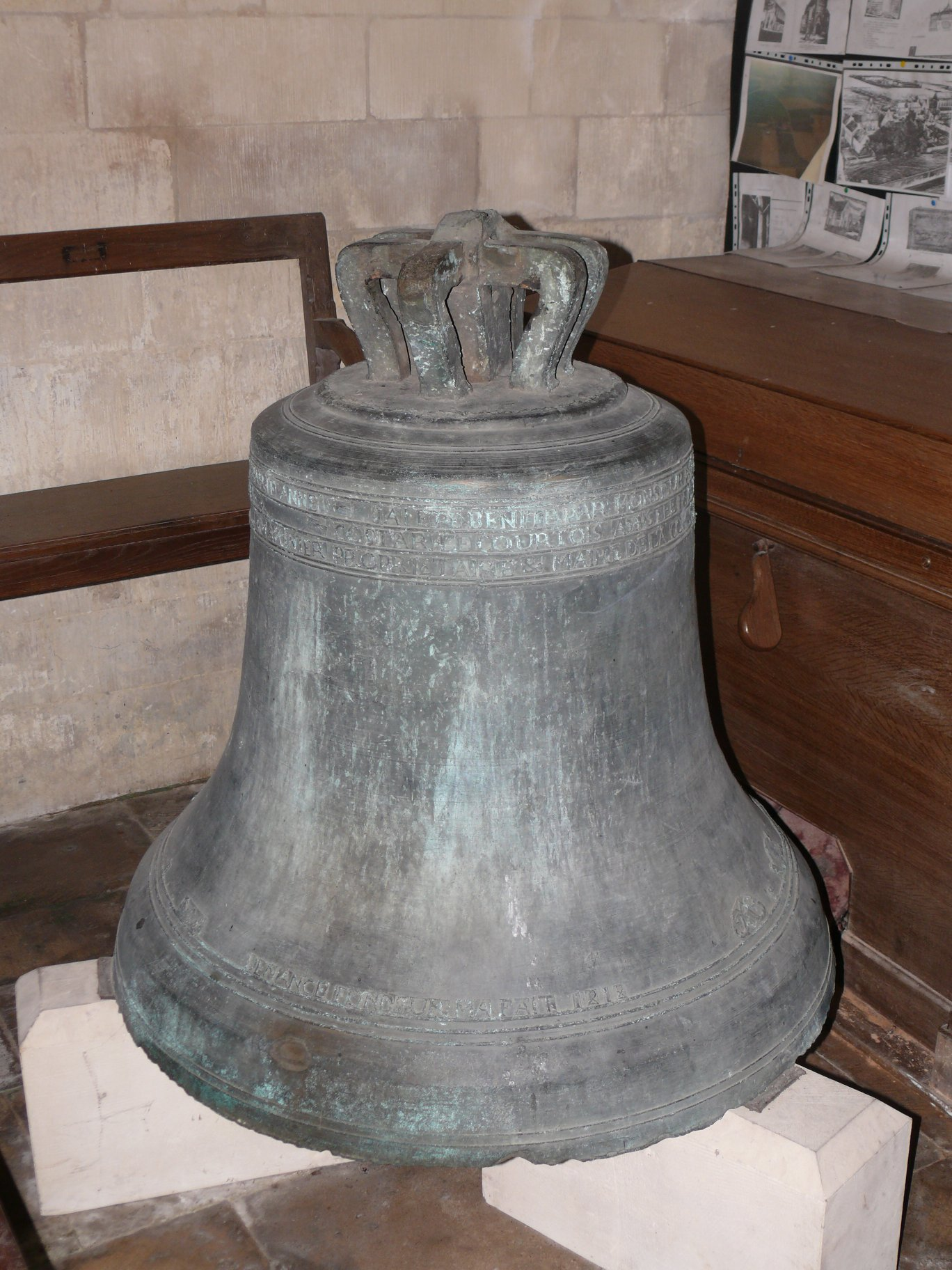
Une cloche.

### Les modillons

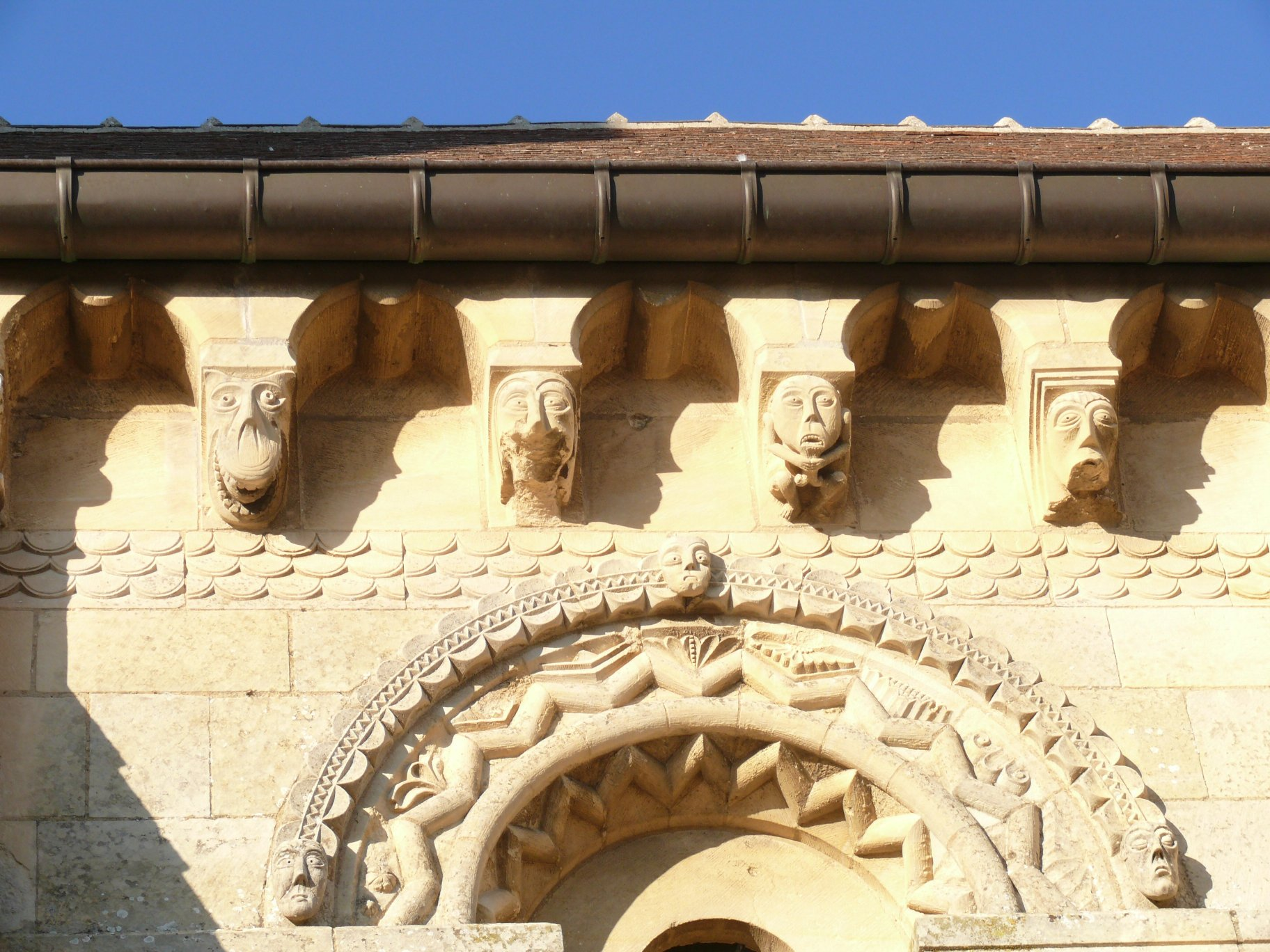
Vue générale.
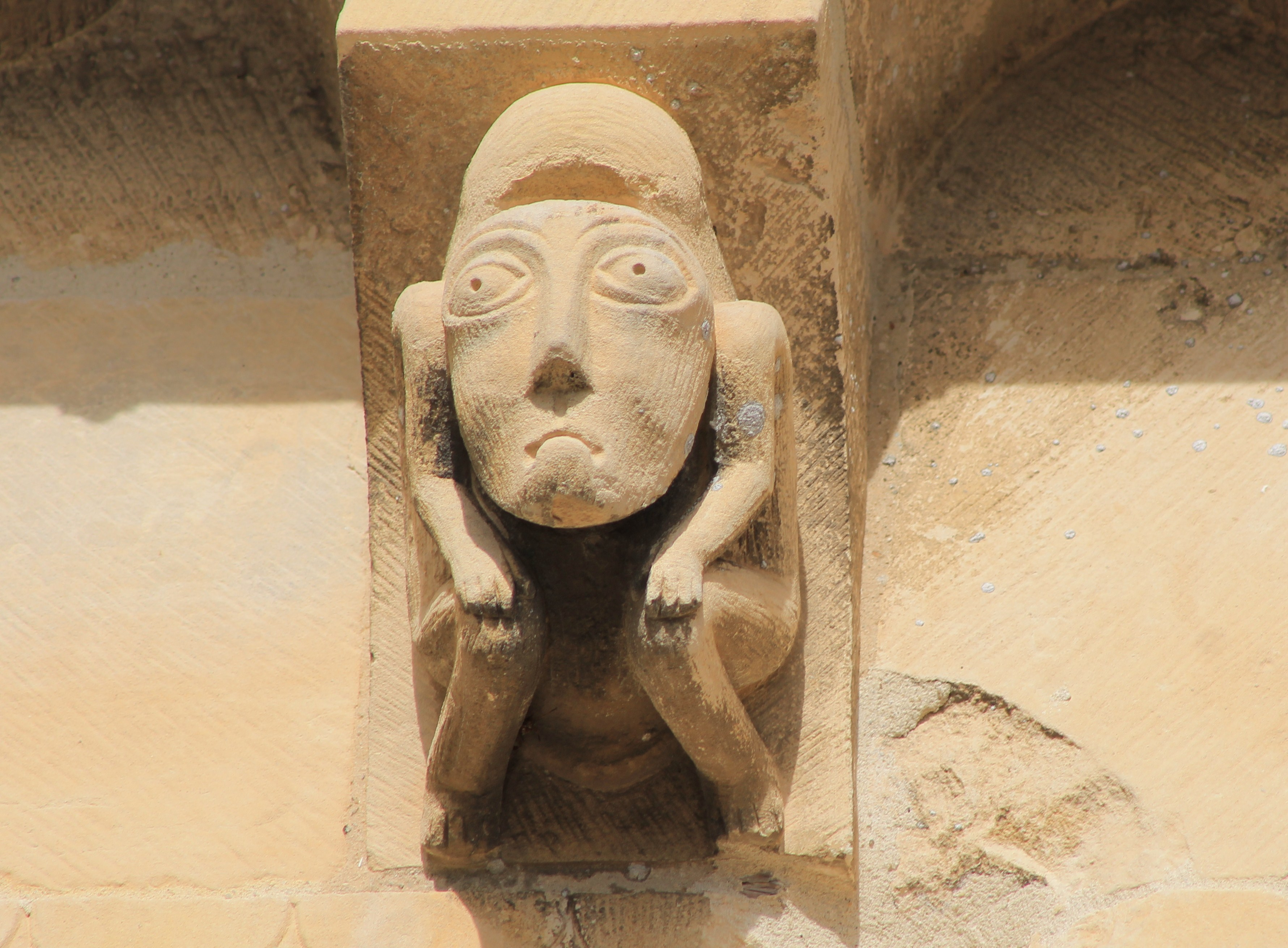
Détail.
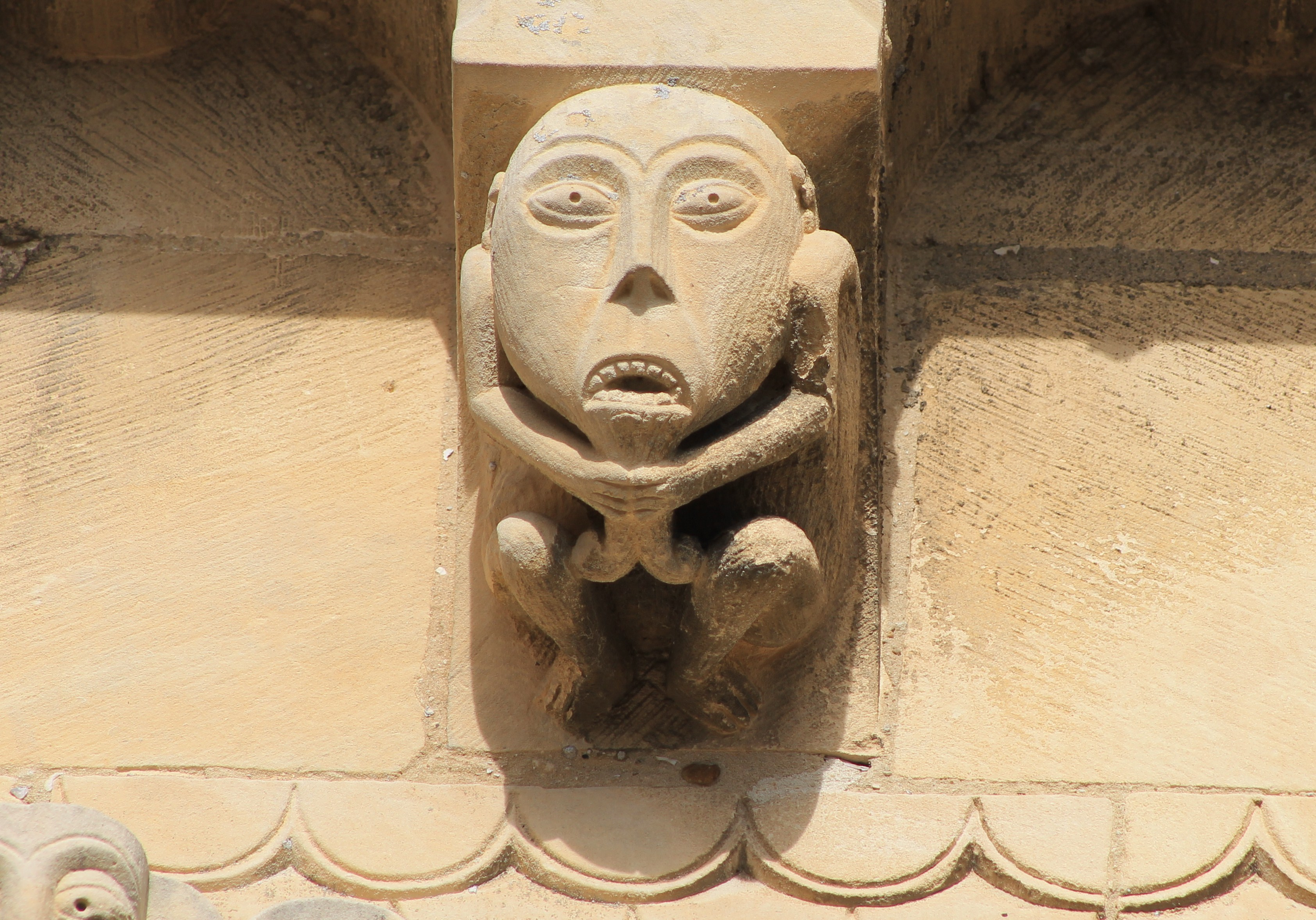
Détail.